# Le pas
Le pas ist ein französischer animierter Kurzfilm von Piotr Kamler aus dem Jahr 1975.

## Handlung
Ein quadratischer Block wird gezeigt. Aus ihm löst sich nach einiger Zeit ein einzelnes rechteckiges Blatt, rollt sich, schwebt über dem Block und verschmilzt mit ihm, bevor es fortschwebt und ein Stück neben dem Block zu Boden sinkt. In der Folge löst sich ein weiteres Blatt vom Block und es folgen weitere Blätter, wobei eine Ebene immer aus sechs Blättern besteht. Die Blätter lösen sich in immer größerer Menge und Geschwindigkeit von dem einen Block und stapeln sich zu einem zweiten Block. Während ihres Fluges berühren die Blätter sich, umschweben sich oder interagieren mit einer Kugel. Am Ende haben alle Blätter des alten Blocks einen neuen Block geformt, der dem ersten gleicht.

## Produktion
Kamler studierte in Warschau, bevor der 1959 nach Frankreich kam. Le pas gehört zu einer Reihe abstrakter Animationsfilme, die er in Frankreich schuf. Der Film wurde von Les Films de la Rivière, L’Institut de l’Audiovisuel, vertrieben. Zentral im Film ist die Darstellung dynamischer, visueller Motive. Die Musik stammt von Bernard Parmegiani, einem zentralen Vertreter französischer Musique concrète.

## Auszeichnungen
Le Pas gewann 1975 den Grand Prix (später Cristal d’Annecy) des Festival d’Animation Annecy.